# Caïd Bel Hajj al-Smaali
Caïd Bel Hajj al-Smaali (Arabisch: القائد بلحاج السمالي) was een Marokkaanse stamleider en regionaal bestuurder (caïd) die een belangrijke rol speelde tijdens de opstand van Oued Zem op 20 augustus 1955, kort voor de onafhankelijkheid van Marokko. Hij wordt in lokale en nationale overlevering herdacht als een van de invloedrijke verzetsfiguren in de centrale regio van het land.

## Achtergrond
Over het vroege leven van Bel Hajj al-Smaali is weinig bekend. Hij was afkomstig uit de regio rond Oued Zem en werd aangesteld als caïd, een bestuurlijke functie onder het Franse protectoraatssysteem. Caïds fungeerden als tussenpersonen tussen de koloniale administratie en de lokale bevolking, vaak belast met ordehandhaving, belastinginning en juridische bemiddeling binnen hun stam of gebied.
Ondanks zijn positie binnen het Franse bestuur, sympathiseerde al-Smaali met de groeiende onvrede onder de bevolking en de roep om terugkeer van sultan Mohammed V, die in 1953 in ballingschap werd gestuurd. Zijn overstap naar de zijde van het verzet werd door tijdgenoten gezien als een daad van politieke moed en morele rechtvaardigheid.

## Rol in de opstand van Oued Zem
Op 20 augustus 1955, precies twee jaar na de ballingschap van de sultan, kwam de stad Oued Zem in opstand tegen de Franse koloniale autoriteiten. Caïd Bel Hajj al-Smaali speelde hierbij een cruciale rol in het mobiliseren van lokale strijders, met name binnen de Smaala-stam. Samen met andere leiders, waaronder Bendaoud ben al-Ghazwani al-Smiri, organiseerde hij aanvallen op Franse posities en symbolen van koloniaal gezag.
De opstand leidde tot de dood van meerdere Franse burgers en werd gevolgd door een zware militaire vergeldingsactie van het Franse leger. Daarbij kwamen honderden Marokkaanse burgers om het leven en werden delen van de stad zwaar beschadigd.

## Nalatenschap
Na de bloedige afloop van de opstand verdween Bel Hajj al-Smaali uit de koloniale archieven. Over zijn dood of latere leven is geen betrouwbare informatie beschikbaar. In de Marokkaanse herinneringscultuur wordt hij beschouwd als een martelaar (shahid) van de onafhankelijkheidsstrijd. Zijn naam leeft voort in mondelinge tradities en lokale herdenkingen in de provincie Khouribga.